# 박민규 (가수)
박민규(1986년 9월 27일 ~ )는 대한민국의 가수다. 2016년 싱글 [말할걸 그랬어]로 데뷔했다.

## 방송
- 히든싱어 3 (2014) - 환희편 준우승, 왕중왕전 우승

## 음반
- 말할걸 그랬어 (2016)
- 겨울이야 (2017)
- Project 10 (2019)
- 평일 오후 세시의 연인 OST (2019)
- Project 10 (2020.1)
- Project 10 (2020.5)